# Treviso
Treviso es una ciudad italiana de la región del Véneto, capital de la provincia de Treviso. 

## Localización
La ciudad se encuentra en la llanura entre el golfo de Venecia y los Alpes, en la confluencia del río Sile con el río Botteniga, a unos 15 kilómetros al sudoeste del río Piave.

## Historia
Los restos más antiguos encontrados en Treviso apuntan a que el lugar fue habitado durante la edad de bronce. En la época romana, la ciudad se llamó Tarvisium, y estaba adscrito a la gens Claudia. La población se constituyó en municipium entre el año 49 a. C. y el siglo I d. C.
La ciudad fue saqueada por Atila y posteriormente reconquistada por Justiniano I, quien dictaminó la Pragmática Sanción de 554, mediante la cual Italia era reintegrada al Imperio Romano, ratificaba la situación de facto al otorgar a los obispos el control de diversos aspectos de la vida civil (como la actividad de los jueces civiles) y la administración de las ciudades, poniéndolos a cargo del aprovisionamiento, la annona y los trabajos públicos, al tiempo que quedaban exentos de la autoridad de los funcionarios imperiales. Así, muchas ciudades romanas deben su continuada existencia a ser lugar de residencia de los obispos. De este modo, cuando los lombardos invadieron Italia en el año 568 y llegaron a Treviso mandados por su rey Alboino, fue el obispo de la ciudad quien negoció un acuerdo con ellos y salvó a la ciudad del pillaje.

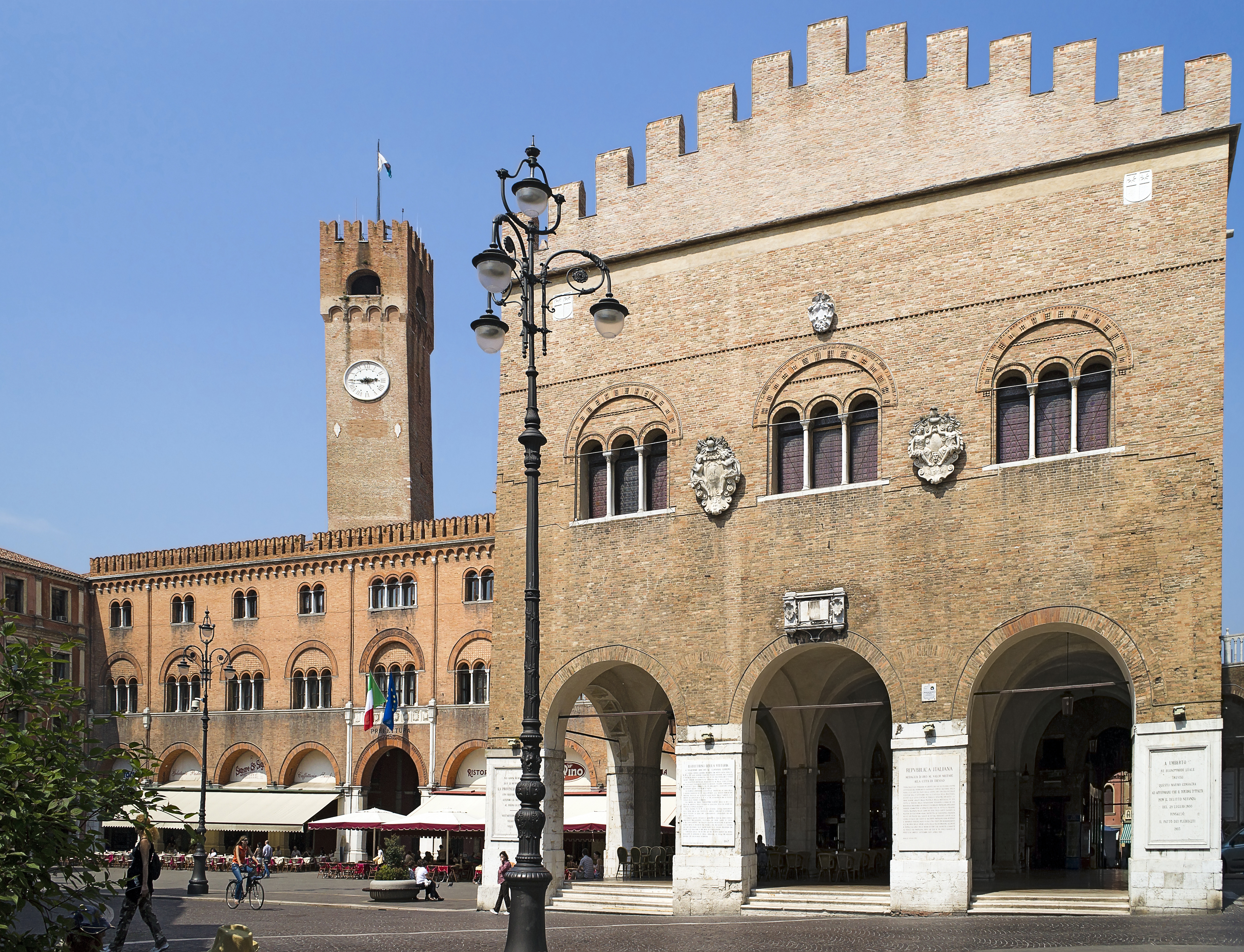
Piazza dei Signori.

Bajo el control de los godos y los longobardos fue un ducado floreciente. Con los carolingios pasa a ser capital de una marca, con ceca importante en el siglo IX.
Entre los años 905 y 1237 fue gobernada por el obispo de la ciudad. En 911 la ciudad fue arrasada por los húngaros. En 1164 el emperador Federico Barbarroja reconoció la carta de ordenamiento comunal, por lo que hizo que fuera partidaria del Imperio; si bien en los años siguientes se adhirió primero a la Liga Veronesa y después a la Liga Lombarda. Entonces empezó su época más gloriosa ya que, siendo muy próspera, acogió a multitud de poetas, trovadores y caballeros, lo que le valió la denominación de Marca gioiosa et amorosa. En el 1237 cae bajo la tiranía de Ezzelino y Alberico da Romano. Con la muerte de ambos volvió la libertad, aunque pronto se vio envuelta en las luchas entre gibelinos y güelfos. En 1283, el capitán güelfo Gherardo da Camino, mencionado por Dante en La divina comedia (Purgatorio, canto XVI, 124 y ss.), de los Caminesi, fue designado señor de la ciudad.
Entre finales del siglo XIII y principios del XIV, Treviso estuvo bajo el dominio de diferentes vicarios imperiales. En 1329 pasó de los Caminesi a los Della Scala o Scaglieri y en 1339 fue comprada por Venecia. En 1381 fue ocupada por Leopoldo III de Austria, quien en 1384 la vendió a los Carraresi de Padua, y posteriormente estos la vendieron a los Visconti de Milán. Finalmente, en 1389, los trevisanos se entregaron por voluntad propia a la República de Venecia, lo que les procuró una larga y próspera paz, a la que respondió Treviso con una fidelidad absoluta.
En 1797 fue ocupada por los franceses, para pasar después sucesivamente a Austria, al Reino napoleónico de Italia y de nuevo a Austria en 1813. En 1848 la ciudad se rebeló contra los austriacos, que sofocaron la rebelión el 14 de junio del mismo año. Finalmente pasó a formar parte del Reino de Italia el 15 de julio de 1866.
Es además la sede de la compañía Benetton, que posee y patrocina los equipos de rugby y (hasta el 2011) de baloncesto y balonvolea que juegan en Treviso.
En 2022 fue meta de una etapa del Giro de Italia.

## Demografía
| Gráfica de evolución demográfica de Treviso entre 1861 y 2001 |
|                                                               |
| Fuente ISTAT - elaboración gráfica de Wikipedia               |

## Gobernantes

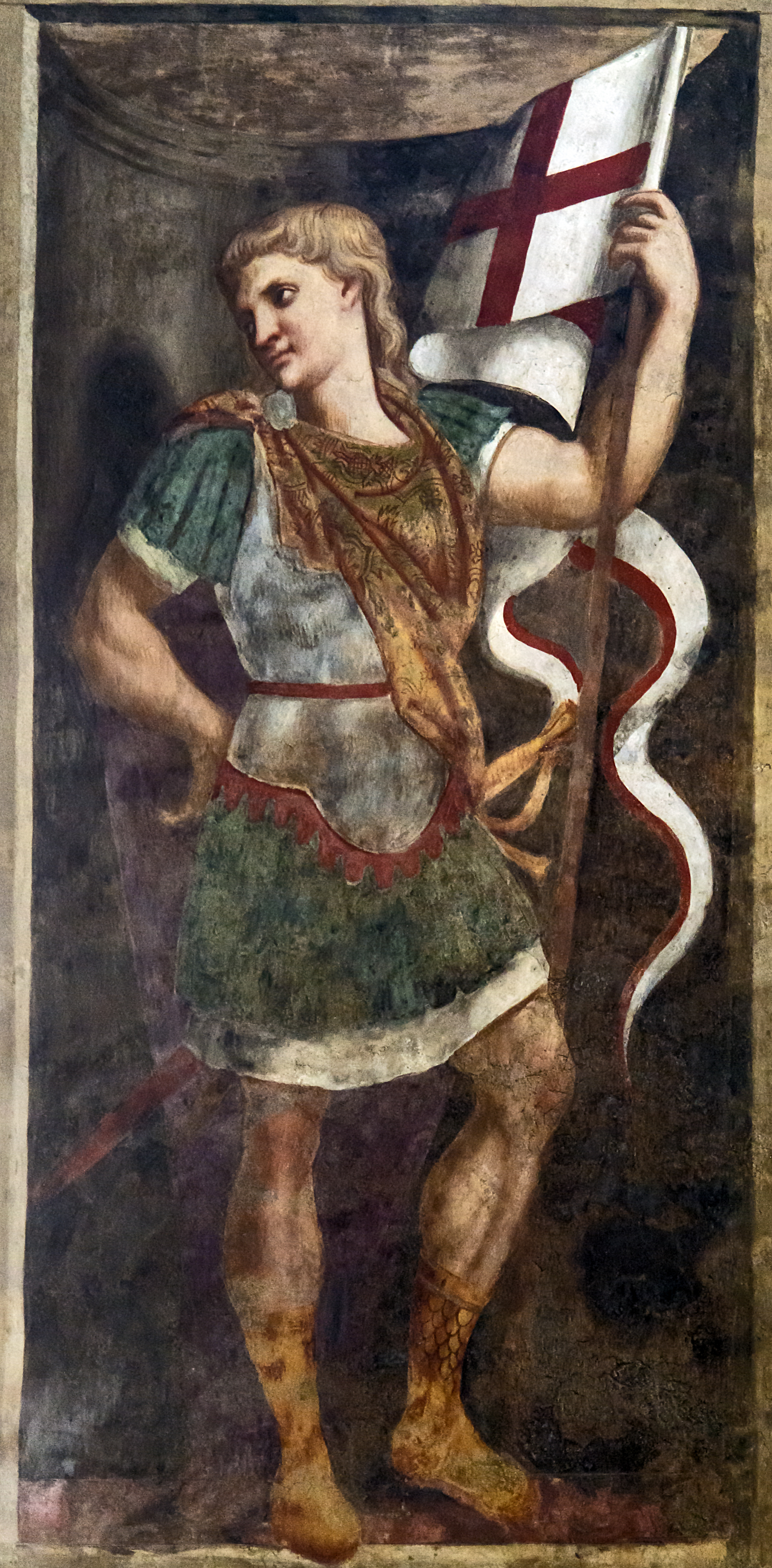
Liberal de Altino, santo patrono de la ciudad.

Obispos
- Adalberto (905-969)
- Rosso (969-1001)
- Rolando (1001-?)
- desconocidos ?-1212
- Tiso (1212-1245).

Podestás y señores de Treviso
- Alberico di Romano (1237-1260)
- Marco Badoero (1260)
- Gerardo III Caminesi (1294-1307)
- Rizzardo IV Caminesi (1307-1312)
- Guecellone VII Caminesi (1312)

## Urbanismo

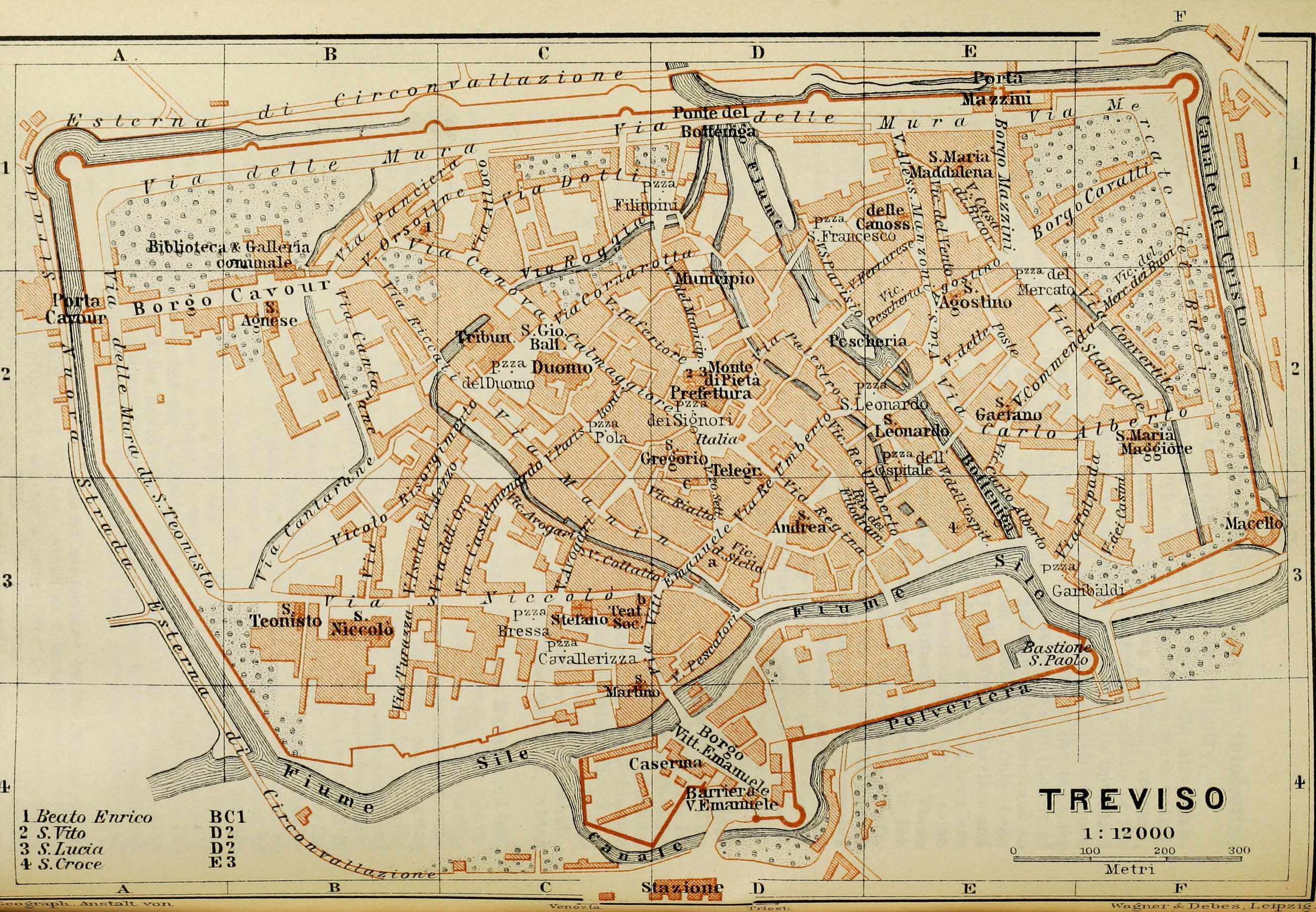
Mapa de Treviso de finales del

El casco histórico de la ciudad de Treviso se conforma por una gran muralla que delimita la zona céntrica de la ciudad.
Su función principal fue la de proteger a sus habitantes de ataques e invasiones enemigas, muy comunes en esa zona durante la época del 1500. Los muros y los fosos llenos de agua derivada de los ríos que atraviesan la ciudad, aislaban y protegían el núcleo urbano y los recursos necesarios para la vida, al mismo tiempo que otorgaba una ventaja competitiva para los soldados que protegían la ciudad, garantizando una alta efectividad en demorar el eventual ingreso al interior de los muros por parte del enemigo.
El acceso original a la ciudad se realizaba mediante tres puntos de acceso, ya fuera por tierra o por agua.

## Ciudades hermanadas
- Orléans (Francia)
- Timişoara (Rumania)
- Guelph (Canadá)
- Sarasota (Florida)
- Curitiba (Brasil)
- Neuquén (Argentina)
- Urdinarrain (Argentina)
- Colonia Carolina (Argentina)